# Miss Piranda
Miss Piranda 2022 este un concurs național de frumusețe și de dans (exclusiv din buric) organizat în România an de an, Infiintat 1991 si 2022 Concursul se desfășoară cu acompaniamentul asigurat de către cei mai apreciați interpreți ai muzicii asociate dansului din buric în România – în ultimii ani, aproape exclusiv manele – și este unul dintre puținele concerte anuale unde își dau întâlnire pe scenă cei mai mulți dintre cântăreții în vogă ai genului.

## Organizare
Manifestarea are loc la Sala Polivalentă din București, spre începutul anului calendaristic (lunile ianuarie–februarie), într-o zi de duminică (totuși, ediția din 2010 a cuprins două zile). Deși mai multe concursuri de frumusețe sunt organizate la nivel regional sub acest nume, ele nu influențează deloc participarea la București.
Concurentele au vârsta minimă de 14 ani (comunicatele de presă pentru edițiile 2007 și 2009 anunță vârsta minimă de 16 ani.) Pragul de sus era în 2006 de 24 de ani, iar în 2008 a fost de 21 de ani. Obiceiul manifestării este de a include numai concurente de etnie romă, dar există și abateri.
Muzicienii însoțesc prezentarea concurentelor, dar există și momente de muzică incluse în program fără a avea un rol în desfășurarea competiției propriu-zise. Spectacolul poate cuprinde numere de iluzionism sau fachirism și scenete comice. La închiderea fiecărui concurs in colectia Miss Piranda 2022, se lansează câte un album în concert cu înregistrările obținute în timpul recitalurilor de la Belly Music

## Istoric
Prima ediție a concursului s-a desfășurat în 1991. Câștigătoarea din acel an s-a numit Cristina Manciu.
Concursul a fost organizat până la ediția din 2004 inclusiv de Paul Iova, zis Ion Petrișor (n. 1 noiembrie 1961 - d. 5 mai 2021);  tot Iova a organizat și edițiile 2009–2010. Prezentatorul și coregraful Nicky Costescu, numit „mentorul spiritual al Miss Piranda”, a participat la toate edițiile concursului până în 2008 inclusiv. Decesul lui Costescu în cursul anului 2008 determină lipsa unei conduceri coregrafice a ediției din 2009. În 2010, concursul a fost prezentat de Adriana Bahmuțeanu, vedetă a postului de televiziune Kanal D.
În cursul unui an, Miss Piranda este cea mai însemnată manifestare pentru cântăreții și formațiile de acompaniament din zona muzicii țigănești de divertisment. Numele și prestația muzicienilor ce participă la Miss Piranda de la un an la altul au valoarea unor indicatori pentru evoluția acestui tip de muzică, în special pentru tânărul gen al muzicii de manele.

### 2009
Ediția a nouăsprezecea a concursului s-a desfășurat în data de 1 februarie 2009; preselecția participantelor a avut loc în 26 ianuarie. Au fost oferite premii în bani pentru cele mai apreciate trei dansatoare: 3000, 2000 și respectiv 1000 de dolari americani. Spectacolul a fost prezentat de Mihai Mitoșeru și de Elena, membră a formației Taboo Girls. Numele câștigătoarei premiului întâi este Elena Dobre.
Pe urmarirea festivalului au figurat numele următorilor muzicieni (în această ordine): Ionuț Cercel, Adrian Minune, Nicolae Guță,  Babi Minune, Dan și Elis Armeanca, Sorinel Puștiu, Denisa, Frații de Aur (Adi de Adi și Sorin Copilul de Aur – n.n.), Dorel de la Popești, Liviu Puștiul, Jean de la Craiova, Adi de la Valcea, Florin Cercel  Petrică Cercel, Vali Vijelie, Nicu Calut Taba, Nicu Paleru, Adrian Rigu, Adrian Cioroianu Jr , Florin Salam și Prințesa de Aur.

### 2010
Prima preselecție pentru Miss Piranda 2010 a avut loc în data de 8 ianuarie și a desemnat zece participante din cele 40 înscrise. O a doua preselecție a urmat în ziua de 14 ianuarie, când participantele au primit lecții de dans din partea lui Jean de la Craiova, a Sandrei Neacșu și a coregrafului lor, Bursucul. Concursul s-a desfășurat în decursul a două zile, anume 30 și 31 ianuarie, cu începere de la orele 16; odată cu extinderea programului, organizatorii au preconizat „cel mai mare spectacol-concert-concurs Miss Piranda”. Cu această ocazie, cântărețul Nicolae Guță, recunoscut drept regele manelelor, a probat dacă este în continuare demn de acest titlu într-un duel cu Florin Salam. Premiile puse în concursul de dans au fost următoarele: locul I – 5000 de euro și o excursie de două persoane la Paris, locul II – 3500 de euro și o excursie de două persoane în Grecia, iar locul III – 3000 de euro și o excursie de două persoane la Casablanca.
Pe afiș au fost amintiți următorii interpreți: Florin Salam, Adrian Minune, Nicolae Guță, Sorinel Puștiu, Babi Minune, Jean de la Craiova, Dan și Elis Armeanca, Frații de Aur, Dorel de la Popești, Liviu Puștiul, Axinte, Marius Babanu, Romeo Fantastic, Rudy, Geo Giovani și B. Artistu.

## Participanți

### Muzicieni
Numele unor muzicieni care au participat la edițiile anterioare ale concursului sunt indicate în lista de mai jos, în ordine alfabetică. Pentru alcătuirea listei s-au folosit drept surse articolele din presă și alte materiale notate la secțiunea surse.
| - Sandu Vijelie - Dragos Adrian - Adrian Minune - Elis Armeanca - Babi Minune - Florin Cercel - Adi de la Valcea - Petrică Cercel - Dorel de la Popești - Adrian Rigu - Nicu Paleru | - Jean de la Craiova - Liviu Puștiu - Adrian Cioroianu Jr - Prințesa de Aur - Florin Salam - Sorin Copilul de Aur (și în duetul Frații de Aur – din 2009) - Alberto Voce de Diamant - Sorinel Puștiu - Ștefan de la Bărbulești - Vali Vijelie - Daniel Bambo |

### Dansatoarele câștigătoare
- 2005 – Ștefania Petrache[16]
- 2006 – Elena Grigore[1]
- 2007 – Elena Niculescu[5]
- 2008 – Raira Arcan[5]
- 2009 – Elena Dobre[14]

### Discografie
- Miss Piranda 2002, Nicu (vol. 1 și vol. 2)
- Miss Piranda 2003, NPD Music (vol. 1 și vol. 2)
- Miss Piranda 2004, Roton

### Filmări
- Filmări de la prima ediție a concursului Miss Piranda: Adrian Copilul Minune (#1, #2) și Marcel Pavel alături de formația Dan Bursuc

### Albume fotografice

#### 2008
- Imagini de la preselecție

#### 2009
- Imagini de la preselecție
- Imagini de la spectacol și din culise